# Campomanesia aromatica
Espèce
Classification APG III (2009)
Statut de conservation UICN

 VU  : Vulnérable
Synonymes
- Abbevillea martiana O. Berg
- Campomanesia beaurepairiana Kiaersk.
- Campomanesia ciliata O. Berg
- Campomanesia coaetanea O. Berg
- Campomanesia glazioviana Kiaersk.
- Campomanesia synchrona O. Berg
- Campomanesia tenuifolia (DC.) O. Berg
- Eugenia desvauxiana O. Berg
- Eugenia sparsiflora DC.
- Myrtus fascicularis DC.
- Myrtus psidioides Desv. ex Ham.
- Psidium aromaticum Aubl. - Basionyme
- Psidium tenuifolium DC.[2]

Campomanesia aromatica est une espèce de plantes à fleurs de la famille des Myrtaceae (famille du Goyavier). C'est un arbuste ou un arbre néotropical. 
Il est connu en Guyane sous les noms de Goyavier grand bois , Goyavier citronnelle, Bois citronnelle (créole), Pirimaβan (Palikur), mais aussi ailleurs sous les noms de Cadeia-brava, Guabiraba ou Guabiraba-amarela au Brésil, guabirá en Bolivie, Guayabita arrayán au Venezuela.

## Description
Campomanesia aromatica est un arbuste ou un arbre haut de 2–20 mètres. Ses feuilles sont simples, opposées, caduques, à nervation secondaire et tertiaire imprimées sur la face supérieure. Il fleurit lorsque les feuilles sont immatures. Sa fleur comporte un pédoncule large de 0,3 à 0,5 millimètre, un calice avec des lobes larges de 1,2–3,2 millimètres, généralement moins de 100 étamines, un disque de 3 à 3,5 millimètres de diamètre, un style long de 4–7 millimètres, un ovaire renfermant 4–6 loges. Les fruits pourpre-noir à maturité, mesurent environ 1 centimètre de diamètre, contiennent une pulpe comestible, décrite comme sucrée et aromatique. Les fruits sont consommés par les singes,,,.

## Répartition
On rencontre Campomanesia aromatica dans les forêts de plaine caducifoliées (ex : Caatinga) à sempervirentes, et les savanes entre 50–300 m d'altitude, depuis le Venezuela jusqu'à la Bolivie amazonienne, et de Trinidad à la côte du Brésil jusqu'à Bahia en passant par le Guyana, le Suriname et la Guyane.

## Statut
Cette espèce est considérée par l'UICN comme menacée (vulnérable) au Brésil, car elle souffre d'une disparition majeure de son habitat naturel (forêts côtières de Bahia, cerrado).

## Utilisation
Les baies de Campomanesia aromatica, âcres, astringentes et sucrées sont comestibles, particulièrement appréciées des enfants, et servent au Brésil à préparer des jus de fruits épais (simberebas ou cambicas) commercialisés à petite échelle dans l'État de Sergipe (municipalités de Lagarto et Itabaiana).
Ses feuilles sont utilisées en Guyane pour fabriquer un remède contre le paludisme. Son écorce est utilisée comme un déodorant chez les Palikur, mais aussi en cataplasme pour relaxer les jambes enflées et douloureuses, et pour préparer des bains tonifiants. Ces bains toniques parfumés sont aussi signalés par Aublet chez les cayennais au XVIIIe siècle.
Campomanesia aromatica est une des plantes comptant le plus grand nombre d'utilisations médicinales traditionnelles chez les populations Busi-nenge du Suriname : contre la fièvre, pour laver, rafraîchir et guérir le vagin après l'accouchement, pour accroître le plaisir sexuel (en bain de vapeur pour ses vertus astringente raffermissant le vagin), pour soulager les dysménorrhées, pour donner de la force et éloigner le mal.
Campomanesia aromatica aurait aussi des propriétés médicinales dans le traitement des maladies cardiaques, et présenterait à ce titre un potentiel économique non négligeable.
C'est une plante mellifère très appréciée par les abeilles au Brésil.

## Histoire naturelle
En 1775, le botaniste Aublet propose la diagnose suivante pour Campomanesia aromatica : 
« 2. PSIDIUM (aromaticum) foliis ovatis, acuminatis, fructu dulci, ceraſi formâ. (Tabula 191.) 

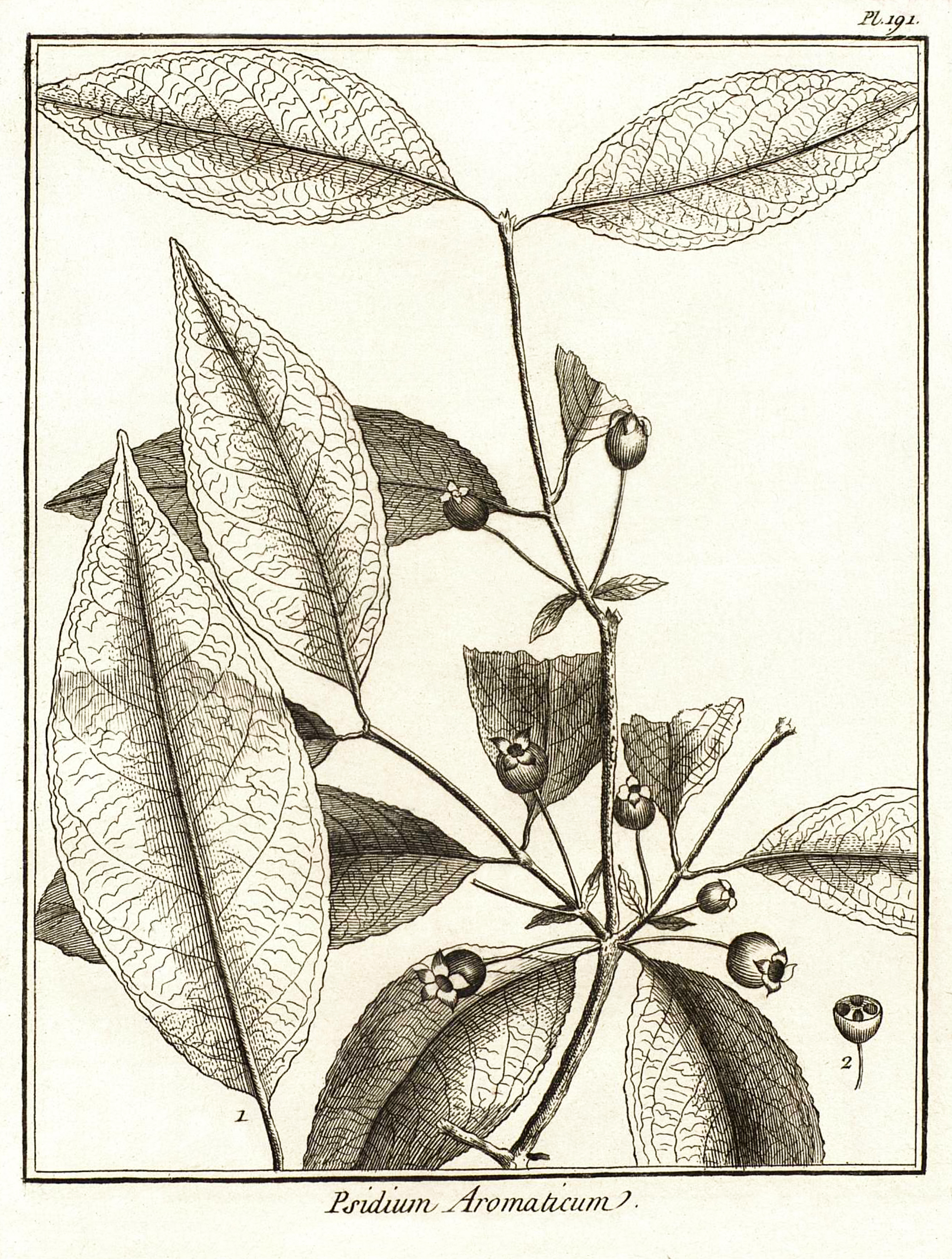
Campomanesia aromatica par Aublet (1775) Explication de la Planche cent quatre vingt-onzième : 1. Feuille de grandeur naturelle. - 2. Baie coupée en travers.

Arbor mediocris, trunco quinque-pedali, in ſummitate ramoſo ; ramis hínc & indè ſparſis ; ramulis tetragonis, folioſis. Folia ovato-oblonga, acuminata, glabra, integerrima, brevi petiolata. Flores ſolitarii, oppoſiti, in axillis foliorum breviſſimorum primo erumpentium, prope baſim ramuſculorum. Corolla alba, tetra aut pentapetala. 
Fructus aromaticus, edulis, bacca ſphærica, lutea, calicis denticulis coronata, quadrilocularis.
Folia contuſa odorem Meliſſæ exhalant. 
Florebac Octobri : fructum ferebat Februario. 
Habitat in ſylvis Caïennæ & Guianaæ. 

Nomen CITRONELLE à nov-accolis. »

« LE GOYAVIER citronelle. (PLANCHE 191.).
Le tronc de cet arbrisseau a environ cinq pieds de hauteur, ſur trois ou quatre pouces de diamètre. Son écorce eſt rouſſâtre, & il s'en ſépare des lames annuellement. Son bois eſt jaunâtre, dur & compacte. Ce tronc porte à ſon ſommet de petites branches rameuſes & caſſantes, elles ſont garnies de feuilles oppoſées, d'une couleur verte mêlée de jaune, liſſes, boſſelées, ovales, terminées en pointe. Leur longueur eſt de plus de cinq pouces, & leur largeur d'environ deux pouces. Elles ſont partagées dans leur longueur par une nervure ſaillante en deſſous, de même que les latérales qui en partent. 
Les fleurs naiſſent de l'aiſſelle de jeunes rameaux ; une de chaque côté, & deux plus haut, ſur les mêmes rameaux ; chacune à l'aiſſelle d'une jeune feuille qui tombe. Le rameau eſt terminé par pluſieurs étages de grandes feuilles qui ſont oppoſées, & qui ſubſiſtent. Le pédoncule eſt grêle, long d'un pouce & demi, & eſt terminé par une fleur dont le calice eſt arrondi à ſa baſe, découpé en ſon limbe en quatre ou cinq parties vertes, courtes, concaves & pointues. 
La corolle eſt à quatre ou cinq pétales blancs, ſelon le nombre des divisions du calice. Ces pétales ſont grands, ovales, arrondis, concaves, attaches par un onglet entre & au deſſous des diviſions du calice. Les étamines ſont en grand nombre, rangées au deſſous de l'inſertion des pétales, à la paroi ſupérieure & interne du calice. 
Le piſtil eſt un ovaire arrondi qui fait corps avec le calice ; & il eſt ſurmonté d'un style grêle, long, terminé par un stigmate obtus & creuſé dans ſon centre. 
L'ovaire, couronné par les diviſions du calice, devient, conjointement avec lui, une baie jaunâtre, de la groſſeur d'une petite prune, ſucculente, partagée par quatre cloiſons en quatre loges remplies de semences anguleuſes. Cette baie a un goût agréable & aromatique. Les jeunes Créoles la mangent avec plaiſir. 
Le bois, les branches, les fleurs, ſur-tout les feuilles, ſont très aromatiques. Elles ont une odeur forte de Méliſſe, ce qui a porte les habitants a nommer cet arbre CITRONELLE, du nom qu'on donne à la Méliſſe en France. L'on emploie à Caïenne dans les bains la décoction des rameaux & des feuilles de cet arbriſſeau. 
II croît communément dans l'île de Caïenne & dans la Guiane. Je l'ai trouvé en fleur ſur la route de Loyola, dans le mois de Décembre, & en fruit dans le mois de Février, à Caux chez Madame Mittifeu. »

— Fusée-Aublet, 1775.

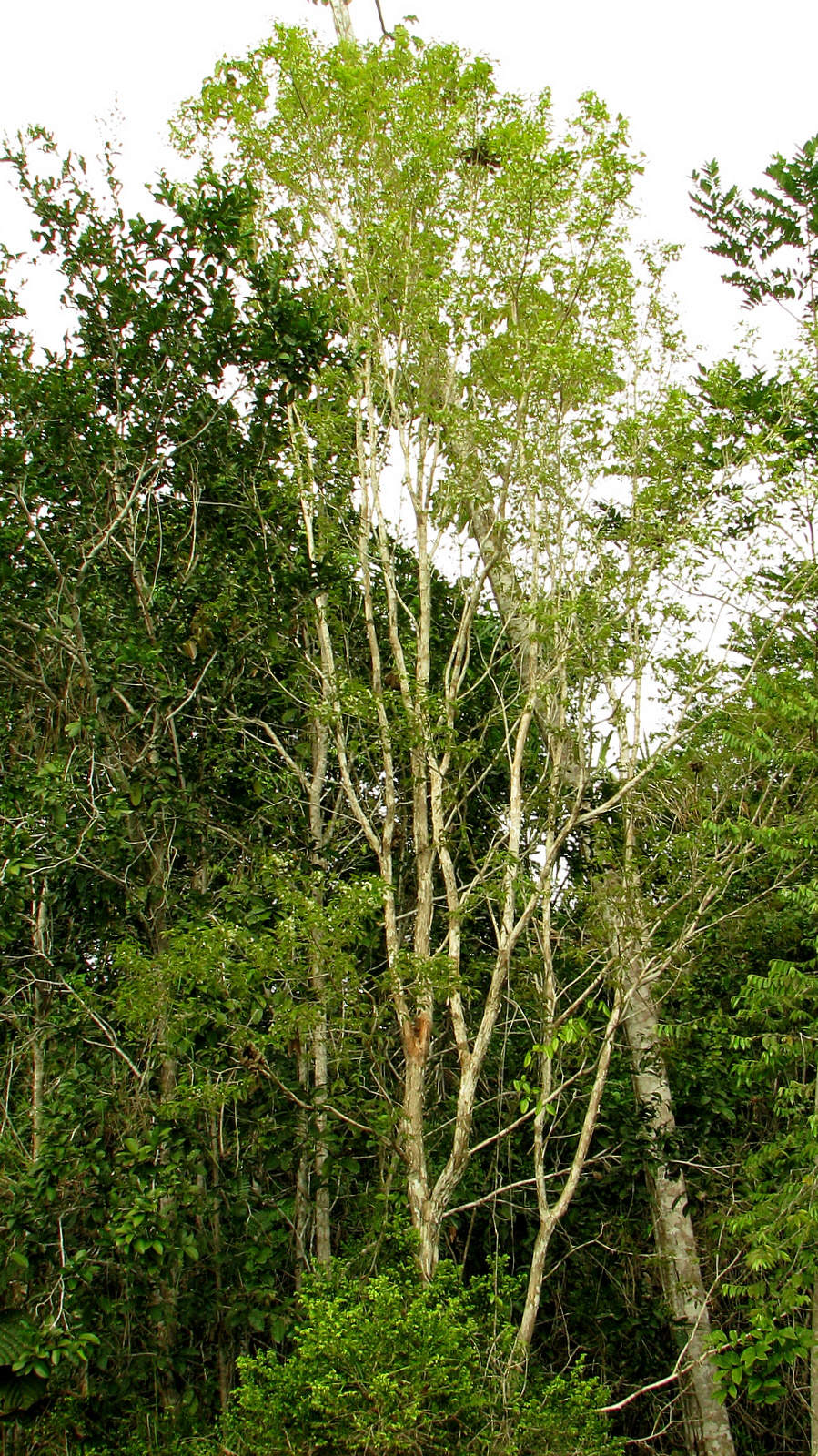
Pied de Campomanesia aromatica dans l'État de Bahia (Brésil).
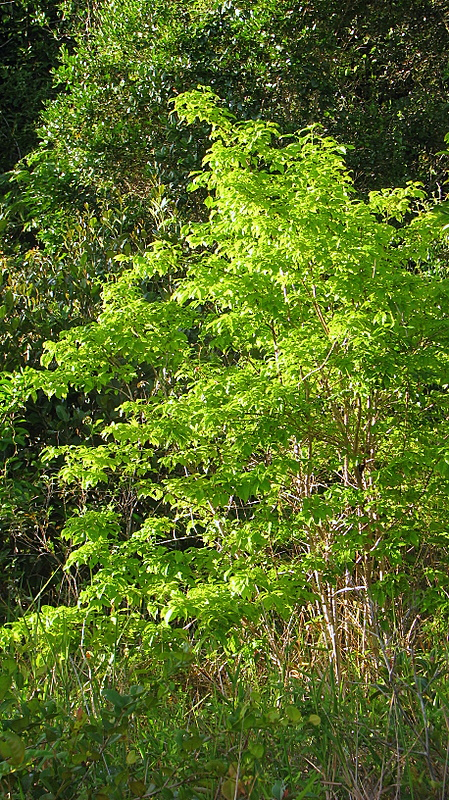
Pied de Campomanesia aromatica.
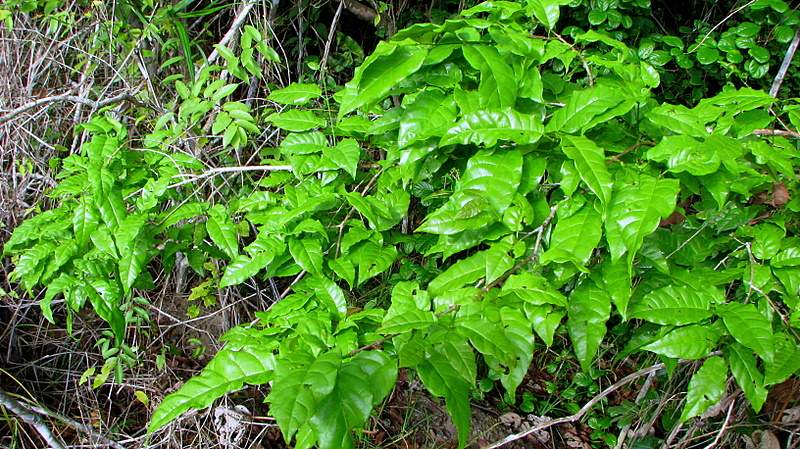
Rameau feuillé de Campomanesia aromatica.
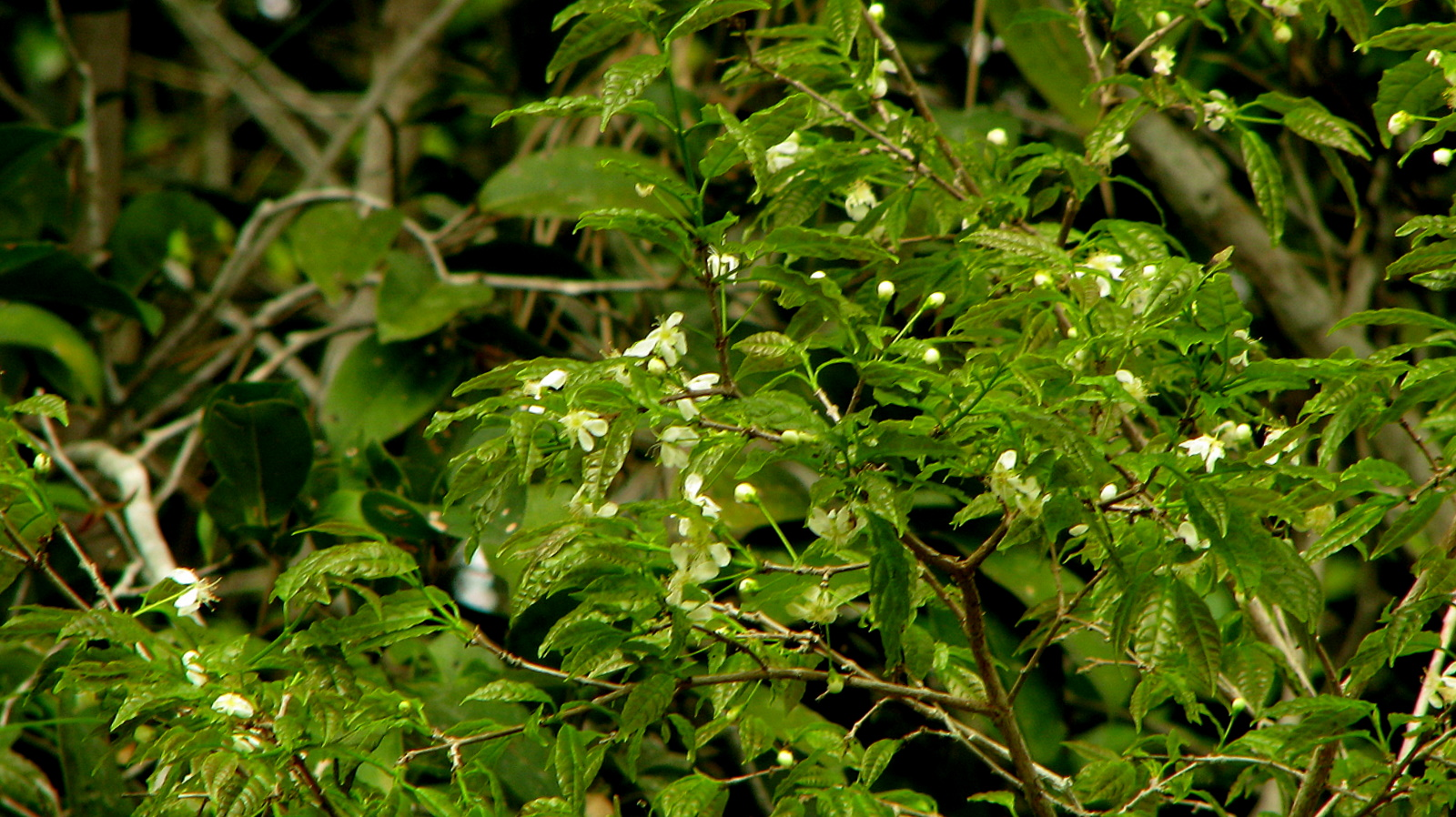
Houpier fleuri de Campomanesia aromatica.
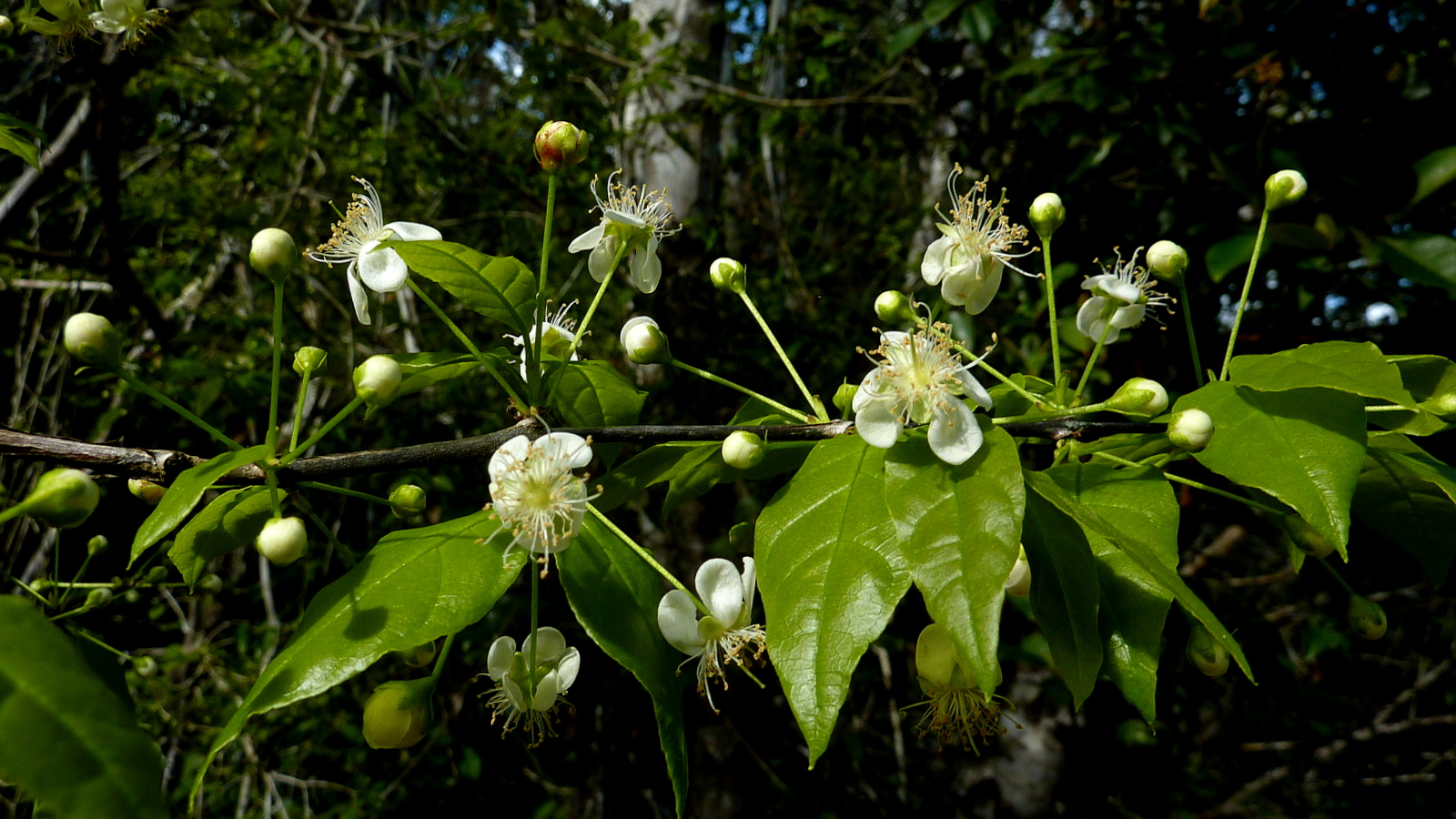
Rameau fleuri de Campomanesia aromatica.
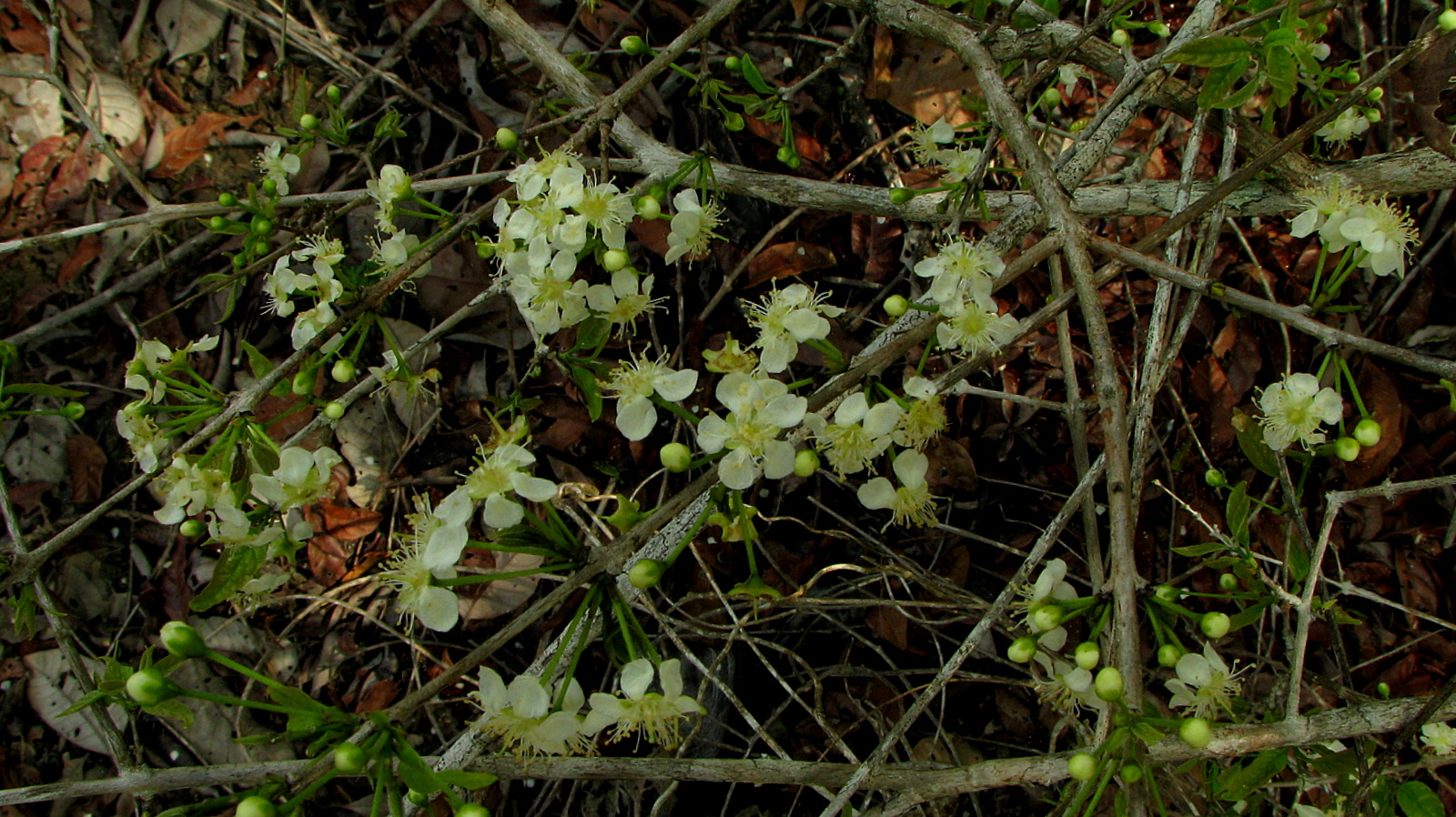
Jeunes feuilles et fleurs de Campomanesia aromatica.
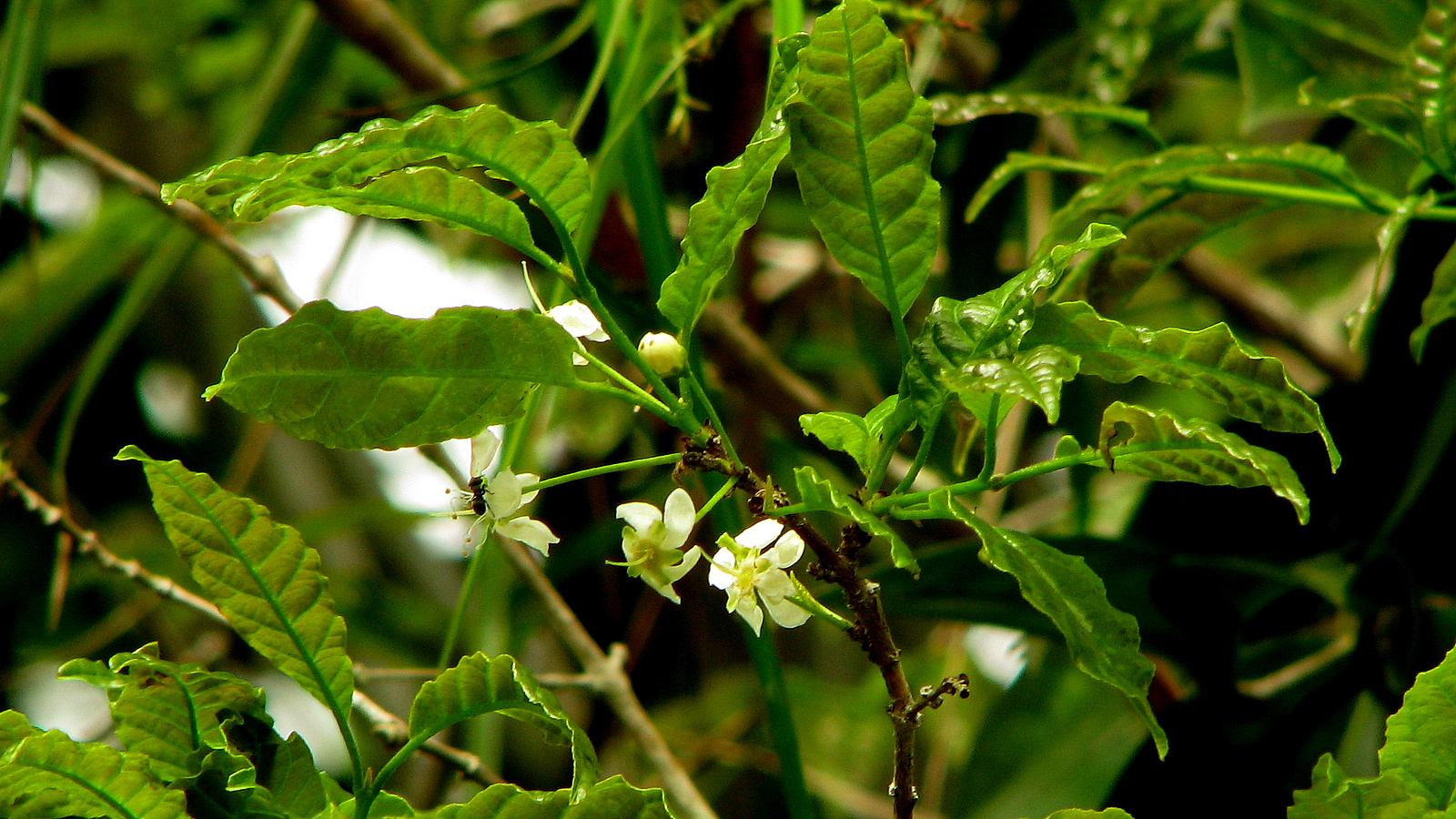
Fleurs de Campomanesia aromatica.
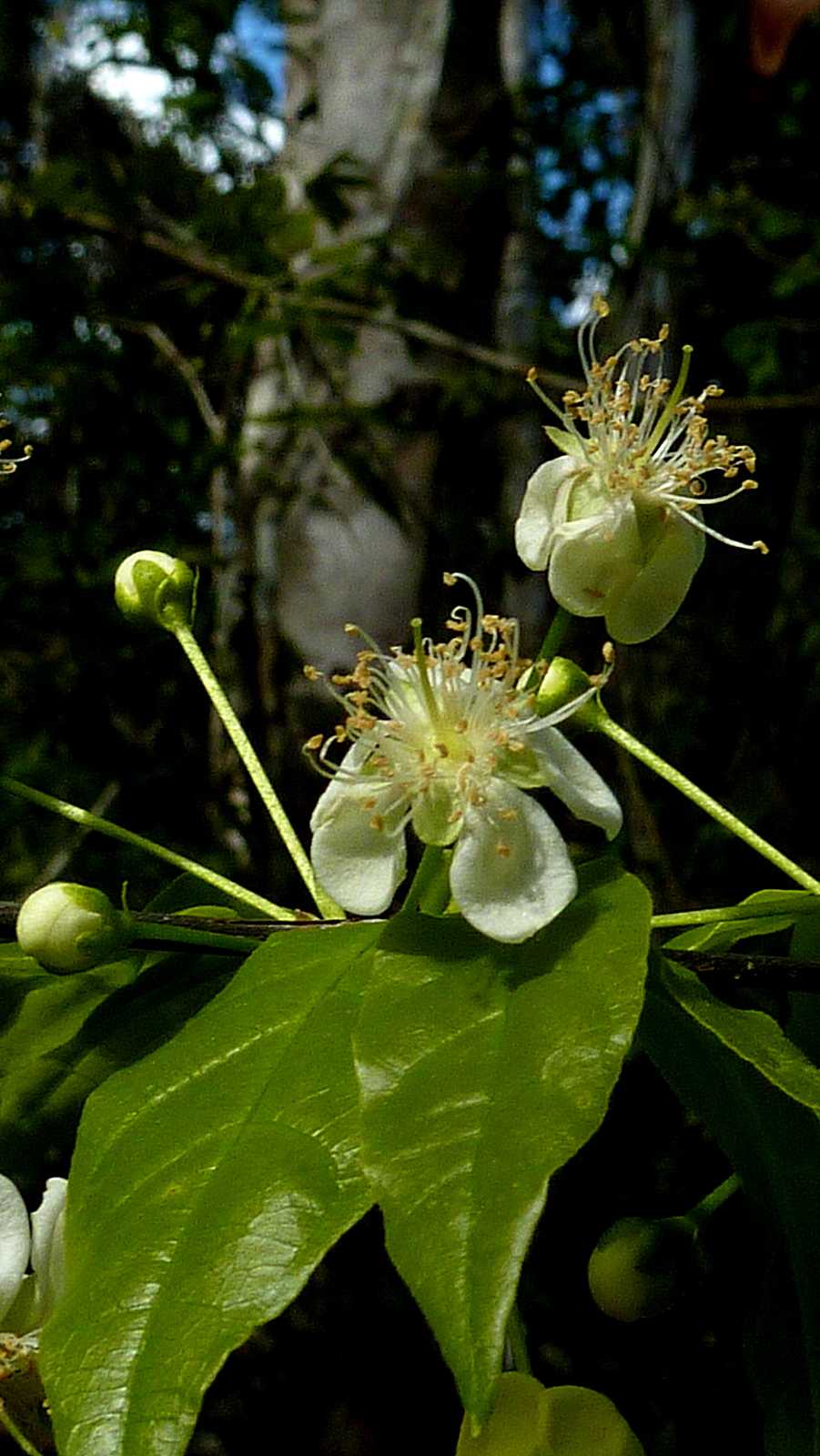
Fleurs de Campomanesia aromatica.
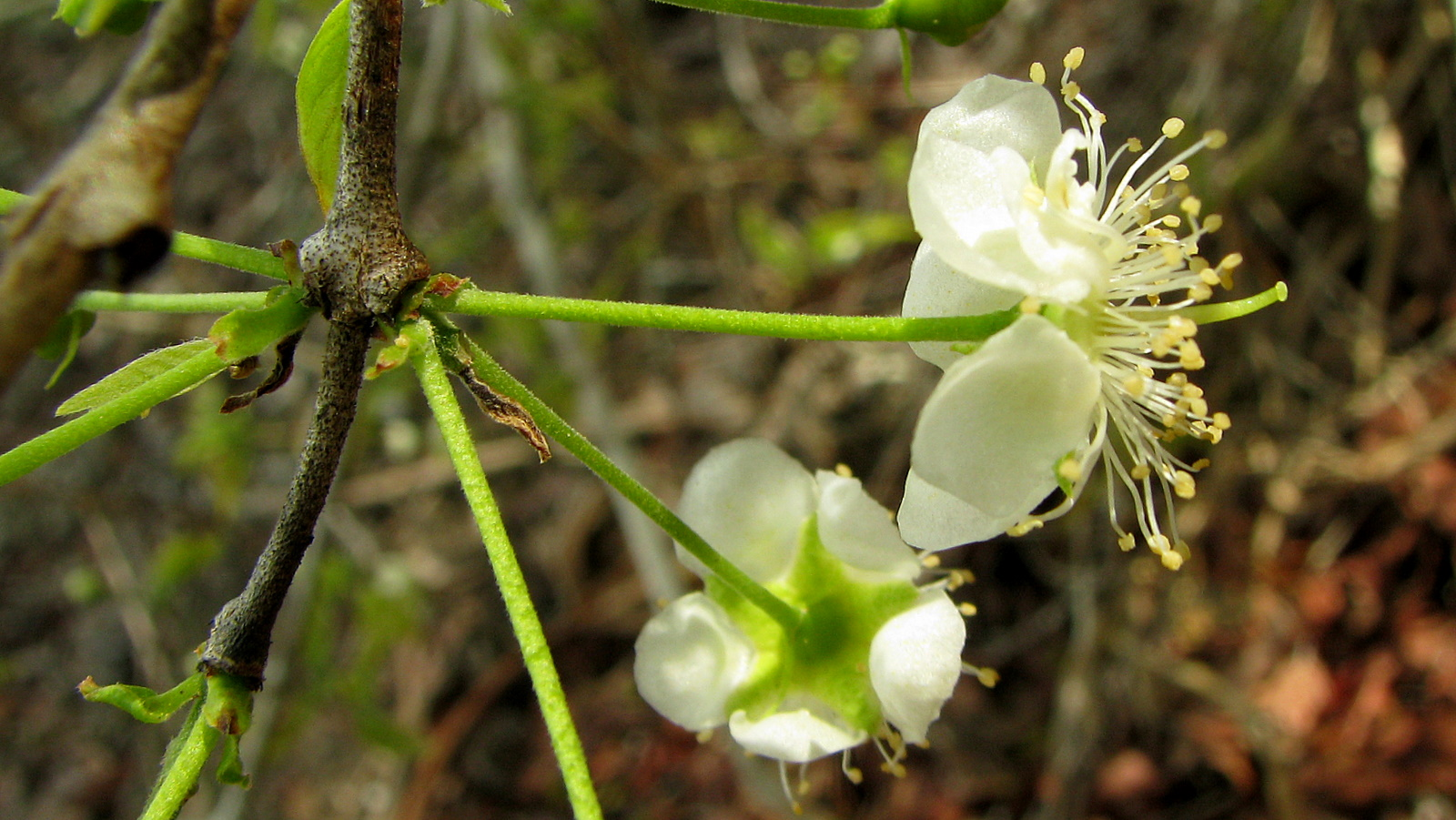
Inflorescence de Campomanesia aromatica.
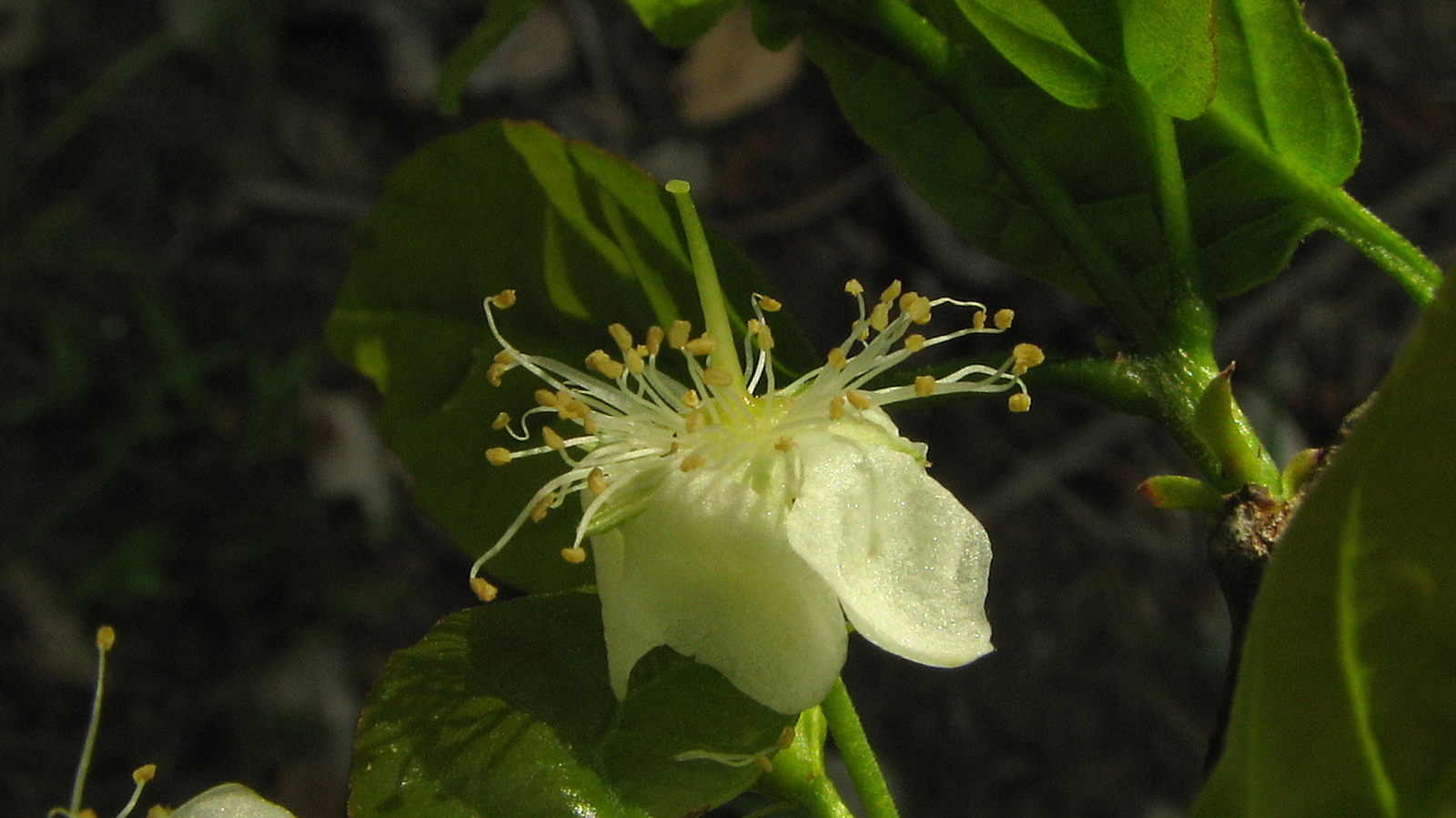
Fleur de Campomanesia aromatica.
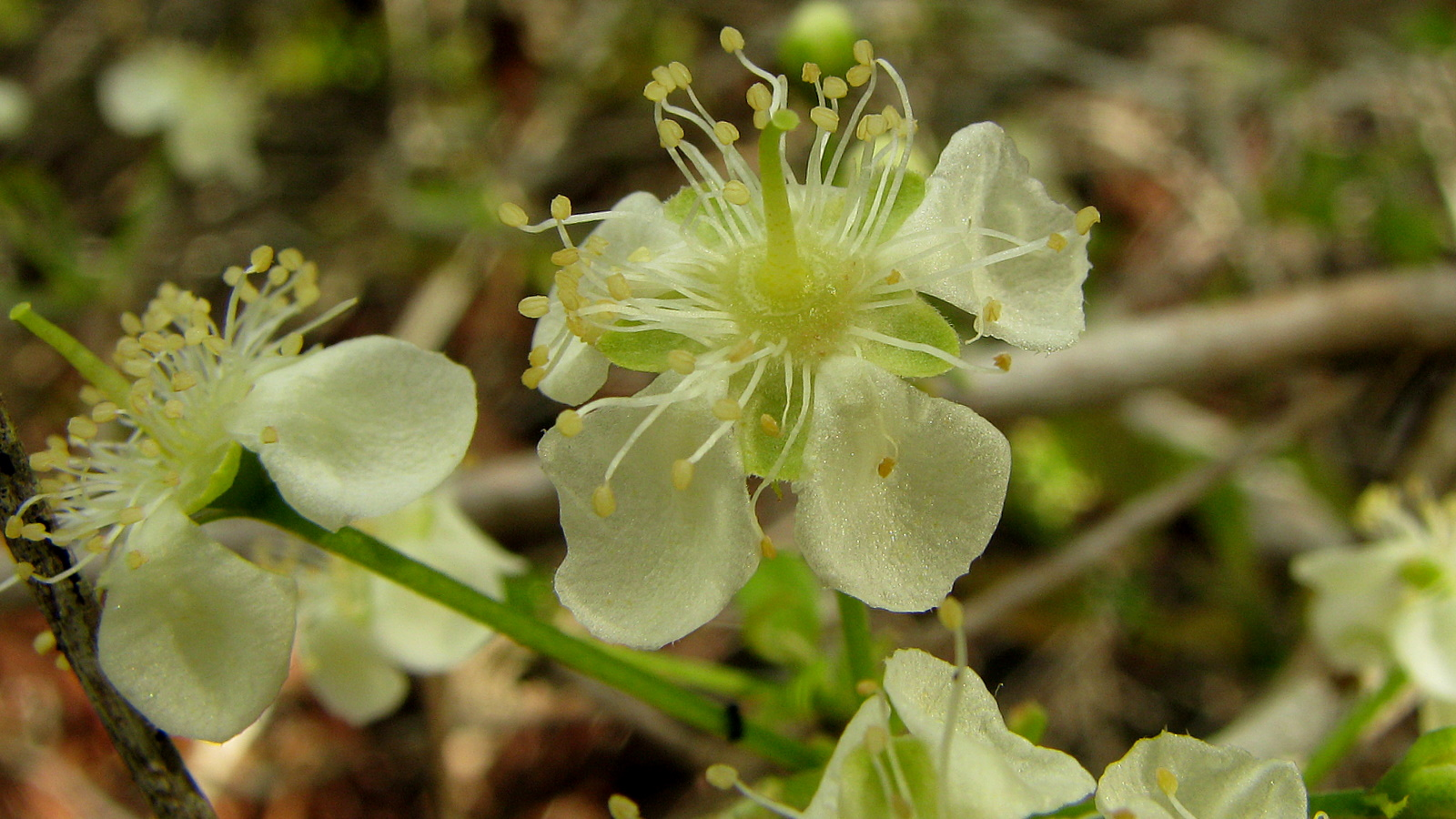
Fleurs de Campomanesia aromatica.
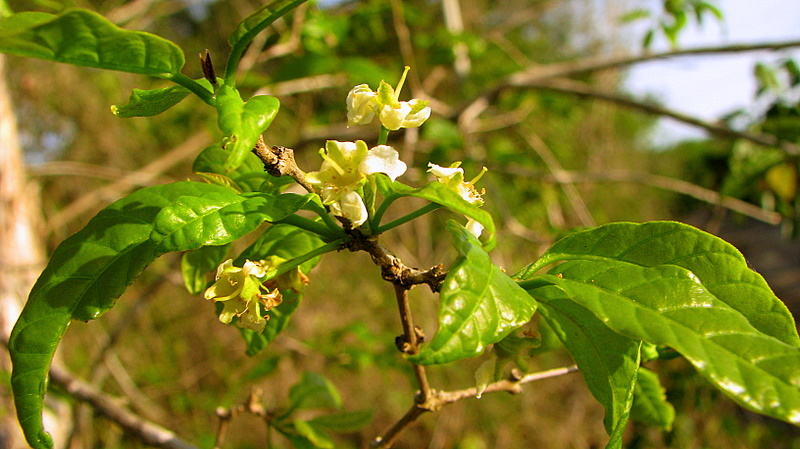
Fleurs fanées de Campomanesia aromatica.
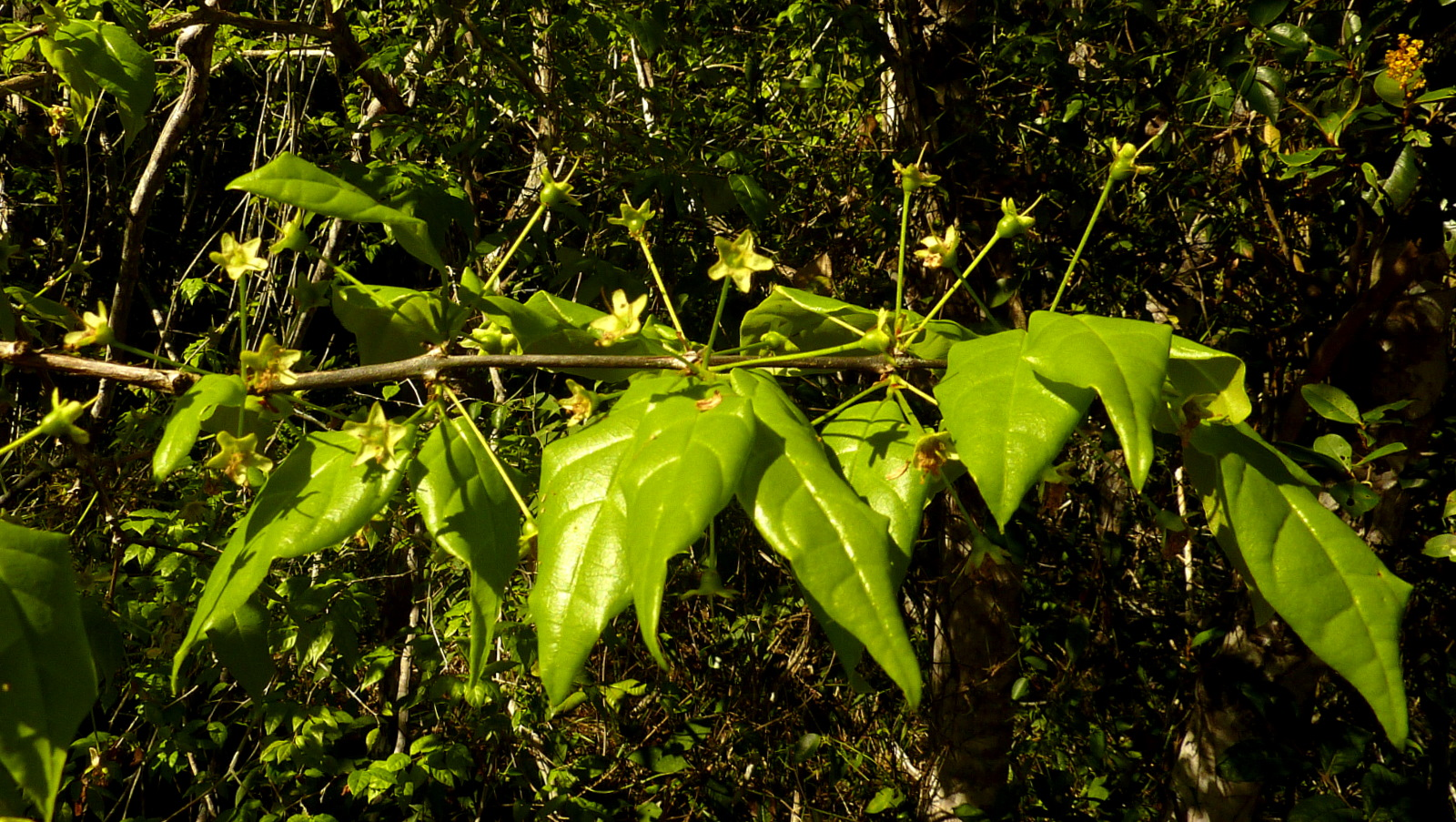
Fruits immatures de Campomanesia aromatica.
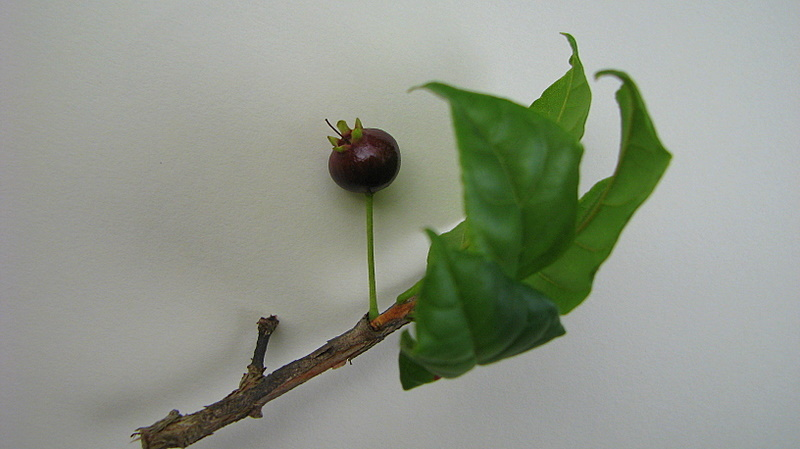
Fruit de Campomanesia aromatica.
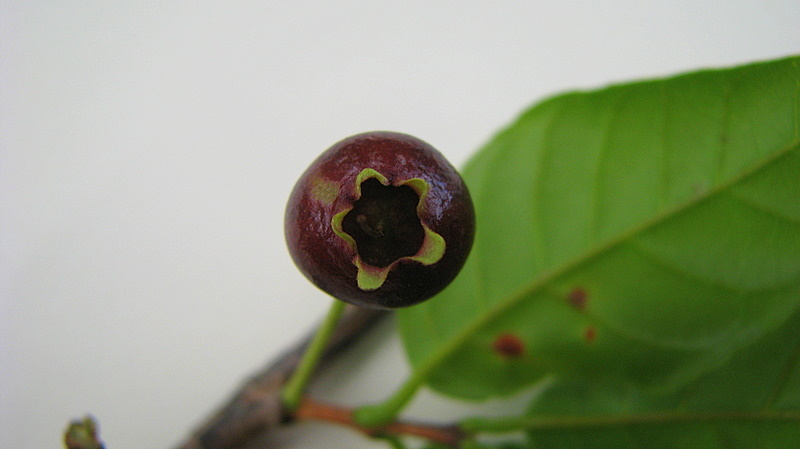
Fruit de Campomanesia aromatica.
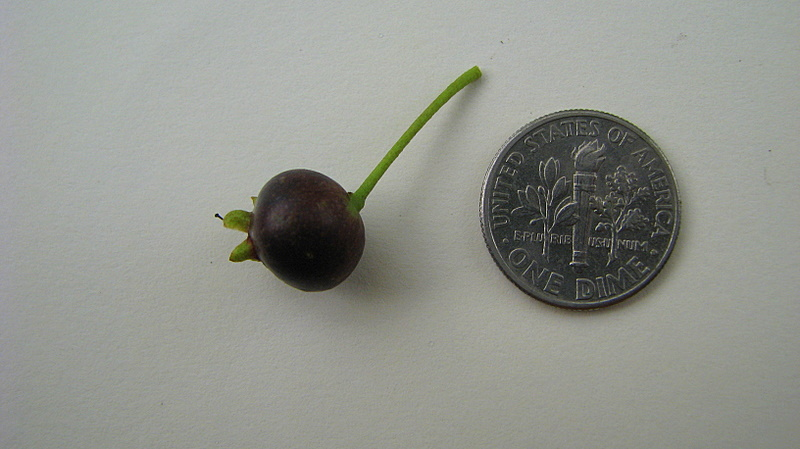
Fruit de Campomanesia aromatica.